# Zjednoczenie Maszyn i Aparatów Elektrycznych „Ema”
Zjednoczenie Przemysłu Maszyn i Aparatów Elektrycznych „Ema” – nazwa byłego zjednoczenia branżowego przedsiębiorstw przemysłu elektrotechnicznego.

## Zakłady podległe zjednoczeniu[1]
- Pomorskie Zakłady Wytwórcze Aparatury Niskiego Napięcia „Apator”, Toruń
- Apena, Bielsko-Biała
- Bydgoskie Zakłady Elektromechaniczne „Belma”, Bydgoszcz
- Fabryka Silników Elektrycznych „Besel”, Brzeg
- Zakłady Elektromaszynowe „Celma”, Cieszyn
- Dolnośląska Fabryka Maszyn Elektrycznych „Dolmel”, Wrocław
- Dolnośląskie Zakłady Wytwórcze Aparatury Precyzyjnej, Ząbkowice Śląskie
- Łódzkie Zakłady Aparatury Elektrycznej „Elan”, Łódź
- Zakłady Aparatury Elektrycznej „Elester”, Łódź
- Fabryka Podzespołów Elektrotechnicznych „Elektrocarbon”, Tarnowskie Góry
- Fabryka Transformatorów „Elta”, Łódź
- Zakłady Wytwórcze Maszyn Elektrycznych i Transformatorów „Emit”, Żychlin
- Fabryka Maszyn Elektrycznych „Indukta”, Bielsko-Biała
- Karkonoskie Zakłady Maszyn Elektrycznych „Karelma”, Piechowice
- Zakłady Konstrukcyjno-Doświadczalne Przemysłu Maszyn Elektrycznych „Komel”, Katowice, obecnie Instytut Napędów i Maszyn Elektrycznych Komel[2]
- Mikołowska Fabryka Transformatorów „Mefta”, Mikołów
- Mikroma, Września
- Fabryka Silników Elektrycznych Małej Mocy „Silma”, Sosnowiec
- Fabryka Silników Elektrycznych „Tamel”, Tarnów
- Warszawskie Zakłady Maszyn Elektrycznych „Wamel”, Warszawa
- Warszawska Wytwórnia Wyrobów Elektrotechnicznych, Glina (powiat otwocki)
- Wielkopolska Fabryka Maszyn Elektrycznych „Wiefamel”, Poznań
- Zakłady Wytwórcze Aparatury Wysokiego Napięcia, Międzylesie (Warszawa)